# Gilles Terral
Gilles Terral, né le 26 mars 1943 à Paris et mort le 12 août 1998 à Mantes-la-Jolie, est un entomologiste français.
Il est spécialisé dans les lépidoptères Parnassiinae et Saturniidae.
En tant que spécialiste des Parnassius, il fait une expédition au Ladakh avec Jean-Claude Weiss en Juillet 1983. 
En tant que spécialiste des Saturnides, il écrit des articles avec Philippe Darge et Claude Lemaire (voir ci-après).
Il a travaillé à la réalisation d’un livre sur les Saturniidae du monde, qui devait être publié par Sciences Nat, et dont la plupart des séparations de couleurs des photos étaient prêtes pour l’impression.
Sa collection de Saturniidae (251 boîtes) se trouve désormais au Musée d’Histoire Naturelle de Lyon,.

## Publications
- 1991. Saturnides éthiopiens inédits, Bulletin de la Société Sciences Nat, 70, en collaboration avec J.-P. Lequeux and Ph. Darge.
- 1994. Zur Verbreitung einiger asiatischer Saturniidae, Entomologische Zeitschrift (Essen), 104 (3), pp. 58–59, en collaboration avec U. et L. H. Paukstadt.

## Espèces décrites
- Gonimbrasia cocaulti, 1992 (avec Philippe Darge) [5]
- Melanocera dargei, 1991, Bulletin de la Société Sciences Nat, 70, p. 14.
- Melanocera widenti, 1991 (avec Philippe Darge), Bulletin de la Société Sciences Nat, 70, p. 16[6].
- Periphoba attali, 1994 (avec Claude Lemaire), Nachrichten des Entomologischen Vereins Apollo, N.F., 15 (3), p. 397[7],[8].
- Ubaena lequeuxi, 1988 (avec Philippe Darge).
- Ubaena periculosa, 1988 (avec Philippe Darge)[9].

## Espèces nommées d'après lui
- Bunaeopsis terrali Darge, 1993[10].
- Coprophanaeus terrali Arnaud, Besoiro, 7, p. 2[11],[12].